# 只知道你 Never Let Go
《只知道你 Never Let Go》是韓國新人男子組合〈A-JAX〉，於2012年5月15日推出，由「CJ E&M」所發行的首張單曲。

## 音樂與錄製
- 《只知道你 Never Let Go》是SS501“LOVE LIKE THIS”和 “LOVE YA”等歌曲的作曲家-STEVEN LEE所譜曲的作品，以POP R&B曲風使人感受到A-JAX的獨特魅力[1]。
- 由鋼琴旋律和成員們引人豎耳的獨特音色所構成的POP R&B曲，哀切的vocal melody和演唱著對離去的戀人感到後悔與戀戀不捨的悲傷歌詞，是首令人印象深刻的曲子。
- 透過同公司的前輩組合〈KARA〉成員“具荷拉”拍攝了〈影像畫報〉。在這段影像畫報中採用了A-JAX先行曲作為背景音樂。5月7日公開第一波預告18秒版本，5月10日公開第二波預告30秒版本，5月15日公開正式Music Video版本[2]。為了支持後輩，具荷拉即使在繁忙的日巡中也特意抽時間返回韓國熬夜拍攝完成了此影像[3]。部分服飾由Kwak Hyun Joo設計師提供[4]。

## 曲目
| 曲序 | 曲目                                     | 时长 |
| ---- | ---------------------------------------- | ---- |
| 1.   | 너 밖에 몰라서(Never Let Go)（只知道你） | 4:30 |

## 發行歷史
| 國家 | 日期          | 發行方式     | 發行公司 |
| ---- | ------------- | ------------ | -------- |
| 南韓 | 2012年5月15日 | 數位付費下載 | CJ E&M   |
| 全球 | 2012年5月15日 | 數位付費下載 | CJ E&M   |

## 外部連結
- 《A-JAX》官方粉絲俱樂部（页面存档备份，存于）
- 《A-JAX》官方Youtube（页面存档备份，存于）